# Aleksandr Puixkin
Aleksandr Serguéievitx Puixkin (en rus: Алекса́ндр Серге́евич Пу́шкин, pronunciat  [ɐlʲɪˈksandr sʲɪˈrɡʲejɪvʲɪtɕ ˈpuʂkʲɪn] (?·pàg.)) (Moscou, 6 de juny (26 de maig, segons el calendari julià) del 1799 – Sant Petersburg, 10 de febrer (29 de gener, segons el calendari julià) del 1837) fou un poeta i novel·lista rus de l'era del romanticisme, considerat per molts el fundador de la literatura russa moderna i el millor poeta rus.
Va ser pioner en l'ús de la llengua russa en els seus poemes i obres i va crear un estil narratiu —mescla de drama, romanç i sàtira— que des de llavors està associat a la literatura russa i que va influir notablement en les posteriors figures literàries de Rússia, com ara Nikolai Gógol, Fiódor Dostoievski, Lev Tolstoi o Fiódor Tiúttxev, així com en els compositors russos Piotr Txaikovski i Modest Mússorgski.
Puixkin va néixer a Moscou al si d'una família russa. És remarcable el fet que un dels seus besavis –Abram Gannibal– havia estat comprat a l'Àfrica com a esclau, i havia aconseguit ascendir socialment fins a esdevenir aristòcrata. Puixkin va publicar el seu primer poema als quinze anys, i fou àmpliament reconegut per l'establishment literari de l'època en la seva graduació al Liceu Imperial de Tsàrskoie Seló.
Mentre estava encara sota l'estricta supervisió de la policia política tsarista, i no podia publicar, Puixkin va escriure la seva obra més famosa, el drama Borís Godunov. La seva novel·la en vers Eugeni Oneguin fou escrita entre 1825 i 1832.
Notòriament sensible en qüestions d'honor, Puixkin va lliurar un total de vint-i-nou duels, i fou ferit de mort en un d'aquests, per Georges-Charles de Heeckeren d'Anthès. D'Anthès, un oficial francès que servia en el Regiment de Guàrdia Muntada, havia intentat de seduir la dona del poeta, Natàlia Púixkina. La mort de Puixkin amb només 37 anys és encara vista com una catàstrofe per a la literatura russa.

## Biografia
El pare de Puixkin, Serguei Lvóvitx Puixkin (1767–1848), descendia d'una de les famílies de l'aristocràcia russa més antigues, la història de la qual es remunta al segle xii.
La mare de Puixkin, Nadejda Óssipovna Gannibal (1775–1836), descendia per la seva àvia materna d'una família de la noblesa alemanya i escandinava. Era filla d'Óssip Abràmovitx Gannibal (1744–1807) i la seva dona, Maria Alekséievna Púixkina (1745–1818).
El pare d'Óssip Abràmovitx Gannibal, i besavi de Puixkin, fou Ibraguim Petróvitx Gannibal (1696–1781), un negre africà capturat de petit per esclavistes al servei dels otomans i traslladat a Rússia, on es convertí en cap militar, enginyer i noble després de ser apadrinat per Pere el Gran. Ibraguim va escriure, en una carta a l'emperadriu Elisabet, la germana de Pere el Gran, que ell era de la vila de «Lagon». Biògrafs russos van creure des del principi que Lagon era a Etiòpia, una nació lligada al cristianisme ortodox. Vladímir Nabókov, quan feia recerca per a Eugeni Oneguin, tingué seriosos dubtes sobre aquesta teoria de l'origen etíop. El 1995, Dieudonné Gnammankou va sostenir amb fermesa que «Lagon» és una vila situada a la banda sud del llac Txad, actualment al nord del Camerun. De tota manera, no hi ha evidències concloents per a aquesta teoria tampoc. Després de formar-se a França com a enginyer militar, Ibraguim va esdevenir governador de Reval i, posteriorment, general en cap (el tercer més alt grau de l'exèrcit) a càrrec de la construcció de forts i canals a Rússia.

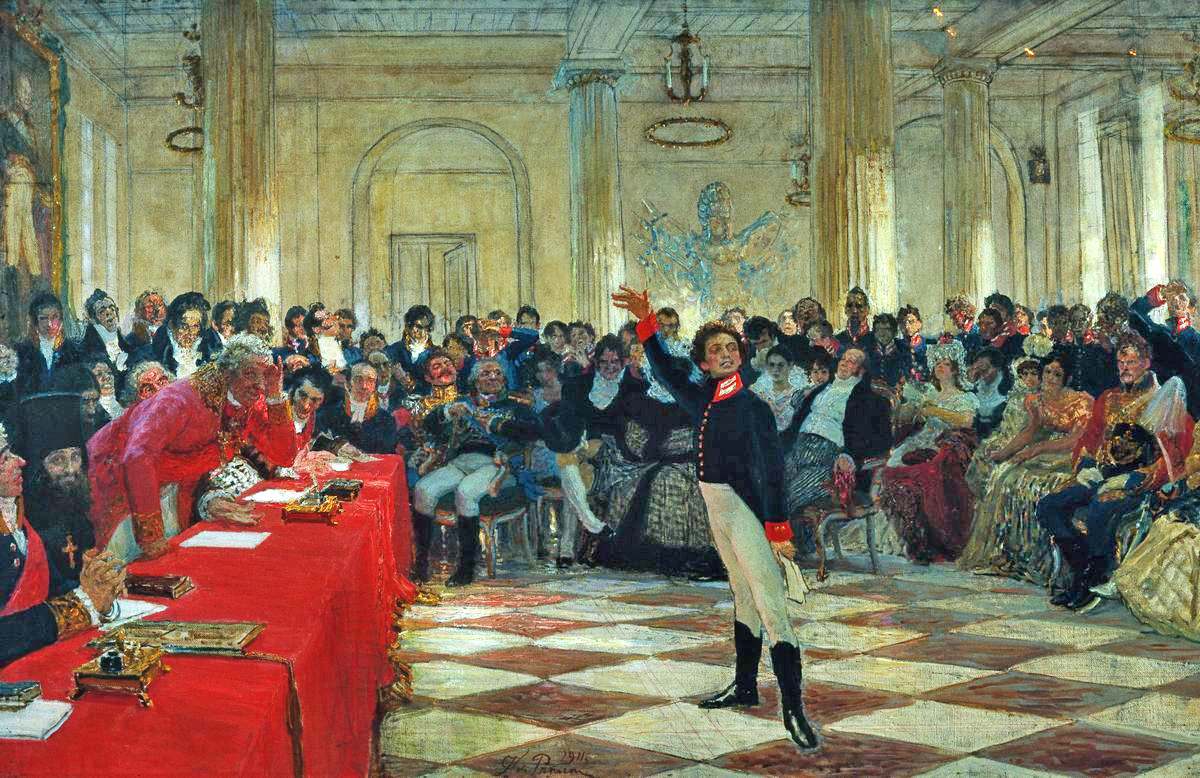
Aleksandr Puixkin als 14 anys recitant un poema davant Derjavin al Liceu Imperial de Tsàrskoie Seló. Quadre d'Ilià Repin (1911)

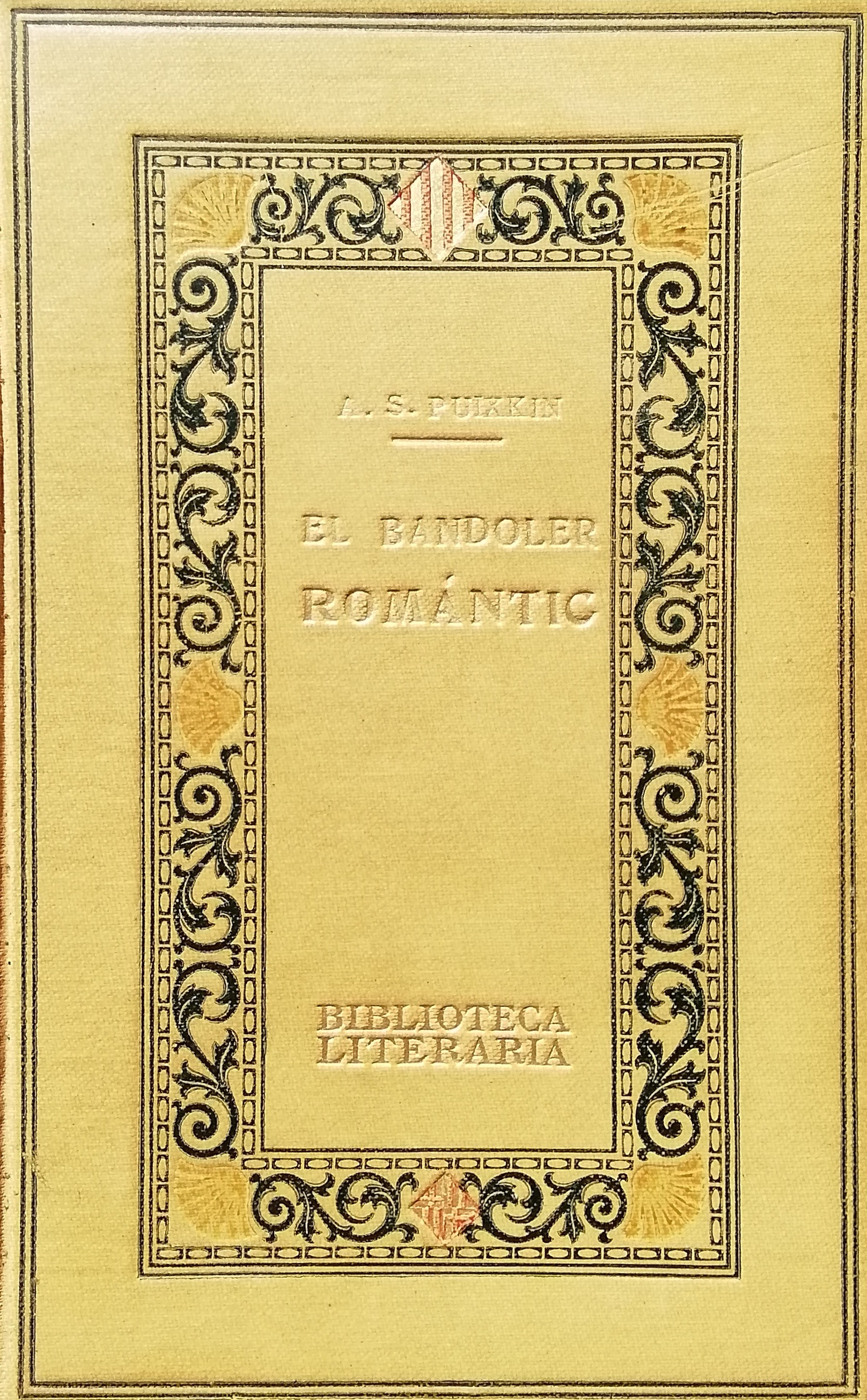
El Bandoler Romàntic, i dins del mateix llibre La Dame de Pique (que inspirà Txaikovski a compondre una òpera) i Un Tret, d'Alexander Puixkin, en la traducció catalana publicada a Barcelona l'any 1921 dins la col·lecció Biblioteca Literària

Puixkin va rebre una educació literària basada principalment en la literatura i la llengua francesa, com era habitual entre l'aristocràcia russa durant el segle xix. Lector infatigable des de petit, era admirable la seva facilitat per a improvisar els seus mestres: Molière, Voltaire, Parny i els anglesos Byron i Shakespeare. Va escriure el seu primer poema als quinze anys. El 1814, ja va aconseguir veure una primera publicació d'un dels seus poemes a la revista Le Messager de l'Europe amb l'epístola següent: A l'amic poeta ("К другу стихотворцу", K drugu stikhotvortsu).
Va realitzar els seus estudis al Liceu Imperial de Tsàrskoie Seló, prop de Sant Petersburg (1811-1817), anomenat posteriorment "Liceu Puixkin" en honor seu. Va ser on va començar a escriure el seu primer poema llarg Ruslan i Liudmila, publicat el 1820 entre grans controvèrsies a causa del tema i l'estil. Després d'acabar la seva formació acadèmica, es va instal·lar a Sant Petersburg i entrà a formar part de la vibrant i aspra cultura de la joventut intel·lectual de la capital, on el seu talent ja era àmpliament reconegut.
El 1820, va entrar a treballar al Ministeri d'Afers Estrangers, en què va començar a implicar-se gradualment en la reforma social i es convertí en portaveu dels literats radicals. Després d'haver escrit alguns poemes sediciosos com "Oda a la llibertat", va ser desterrat a l'exili pel tsar Alexandre I i es va establir a Kixiniov (Moldàvia), del 1820 al 1823.

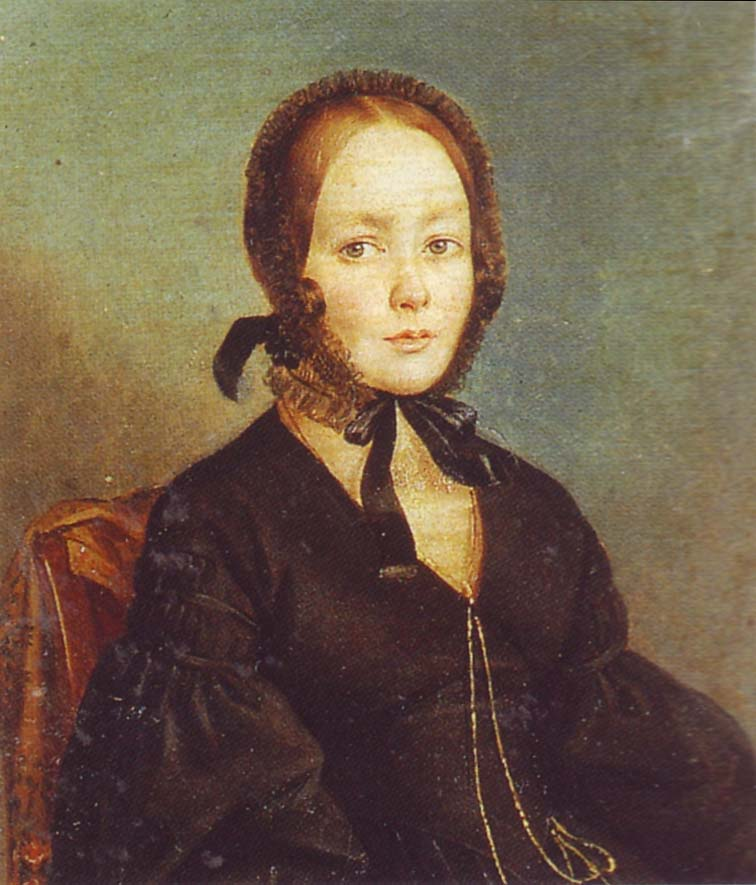
L'amant casada de Puixkin, Anna Petrovna Kern, per a qui probablement va escriure el que esdevindria el més famós poema d'amor en rus

A Kixiniov va integrar-se en la Philikí Hetairía, una organització secreta el propòsit de la qual era desmantellar el poder dels otomans a Grècia i establir un estat grec independent. Va donar suport a la Revolució grega, i quan va esclatar la guerra contra els turcs otomans, va escriure un diari reflectint els esdeveniments de la revolta nacional grega.
En acabar un viatge estiuenc al Caucas i Crimea, on va escriure dos poemes romàntics molt aplaudits: El captiu del Caucas i La font de Bakhtxissarai, es va traslladar a Odessa, on de nou va entrar en conflicte amb el govern, el qual el va desterrar a una de les seves propietats, la de la seva mare, al nord de Rússia, del 1824 al 1826. Allà, hi va escriure poemes d'amor nostàlgics, que estaven dedicats a la seva familiar llunyana d'Odessa, Ielizaveta Vorontsova, vídua del governador general de la Petita Rússia. Després, Puixkin va continuar treballant en els versos de la seva novel·la Eugeni Oneguin.
També allà, el 1825, Puixkin va escriure el poema A***  ("Conservo a la memòria aquell màgic moment..."). És generalment acceptat que va dedicar aquest poema a Anna Kern. Però n'hi ha altres opinions. El poeta Mikhaïl Dudin considerà que el poema havia estat dedicat a la serventa Olga Kalàixnikova. Kira Víktorova indica que va ser dedicat en realitat a l'emperadriu Ielizaveta Alekséievna. Vadim Nikolàiev va intentar demostrar que el poema estava dedicat a Tatiana Làrina, l'heroïna d'Eugene Oneguin, i que no és un poema d'amor, sinó un poema «sobre la creació d'una imatge».
Algunes autoritats el van convèncer de visitar el tsar Nicolau I per exposar-li una petició de llibertat, la qual va aconseguir. Encara que, aparentment, Puixkin no havia participat en la rebel·lió de desembre del 1825 a Sant Petersburg, alguns dels insurgents tenien entre els seus papers els seus primers poemes de caràcter polític; per això, aviat es va trobar sota un estricte control per part dels censors del govern i se li va impedir de viatjar i publicar lliurement. L'obra que es convertiria en la més famosa de la seva carrera, el drama Borís Godunov, escrita mentre vivia a la casa materna, no va obtenir el permís de publicació fins a cinc anys després. La versió original i no censurada de l'obra no va veure la llum fins al 2007.
Cap al 1825-1829 va conèixer, i es va fer amic, del més importat poeta polonès, Adam Mickiewicz, que en aquell moment era a l'exili a la Rússia central.

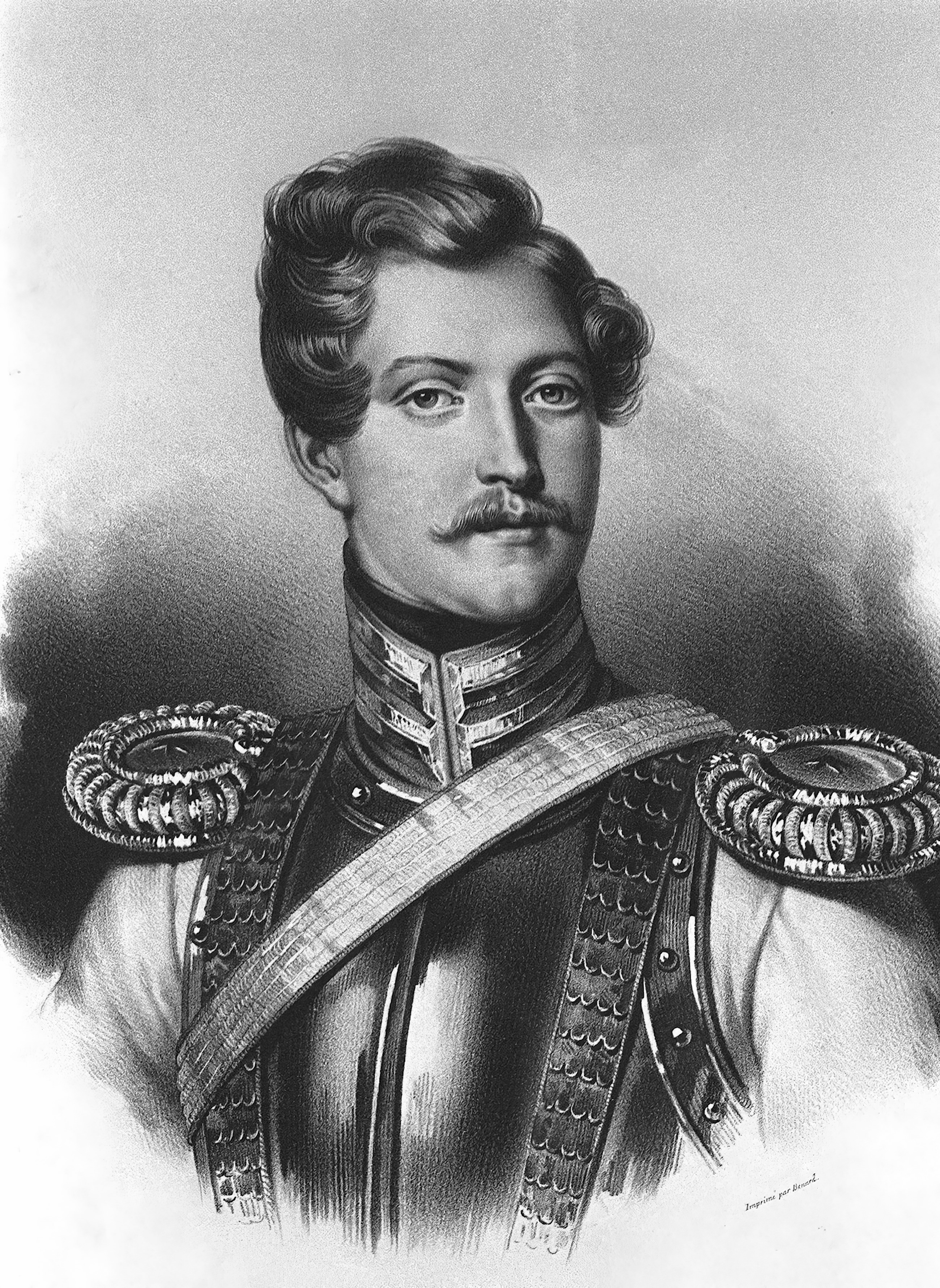
Georges d'Anthès

A la mort del tsar Alexandre I el va succeir Nicolau I, que va prendre sota la seva protecció l'escriptor i li va permetre tornar a Moscou. D'aquesta època és Poltava (1818), poema dedicat a elevar la glòria de Pere el Gran. Va tornar a la seva vida mundana i va contraure matrimoni amb Natàlia Gontxarova (1831). Aquest mateix any, va conèixer Nikolai Gógol, amb qui iniciarà una bona amistat i entre els dos s'establirà una relació de suport mutu. Les històries còmiques de Gógol van exercir una gran influència en la prosa de Puixkin, el qual, després de llegir els volums d'històries curtes Tardes en una granja prop de Dikanka (publicades el 1831-1832), li donaria suport críticament. Més tard, el 1836, després de donar sortida a la seva revista El contemporani, hi publicaria algunes de les narracions curtes més famoses de Gógol.
Belkin
Va escriure llavors Relats del difunt Ivan Petróvitx Belkin (Повести покойного Ивана Петровича Белкина, Póvesti pokóinogo Ivana Petróvitxa Bélkina) (1830), que descriuen la vida russa, i la seva novel·la La filla del capità (Капитанская дочка, Kapitànskaia dotxka) (1836), en què reconstrueix la revolta de Pugatxov. El 1833, va ser elegit membre de l'Acadèmia Russa. D'aquest últim període són les seves "petites tragèdies": El cavaller avar (1836), d'inspiració shakespeariana; El comensal de pedra (Каменный гость, Kàmenni gost) (1836), en què retorna al tema de Don Joan, i el cèlebre poema El genet de bronze (Медный всадник, Medni vsàdnik) (1833).
El 27 de gener del 1837, als 38 anys, Puixkin mor dos dies després de resultar ferit en un duel mantingut amb el militar francès Georges d'Anthès, per l'actitud provocadora que aquest havia tingut envers la seva esposa. Mikhaïl Lérmontov va escriure llavors La mort del poeta ("Смерть Поэта", Smert Poeta).
El govern, que temia una manifestació política durant el seu funeral, va traslladar el cos en secret a mitjanit a un monestir a prop de Mikhàilovskoie, la propietat de la seva mare, on el van sepultar amb l'única assistència de parents i amics.

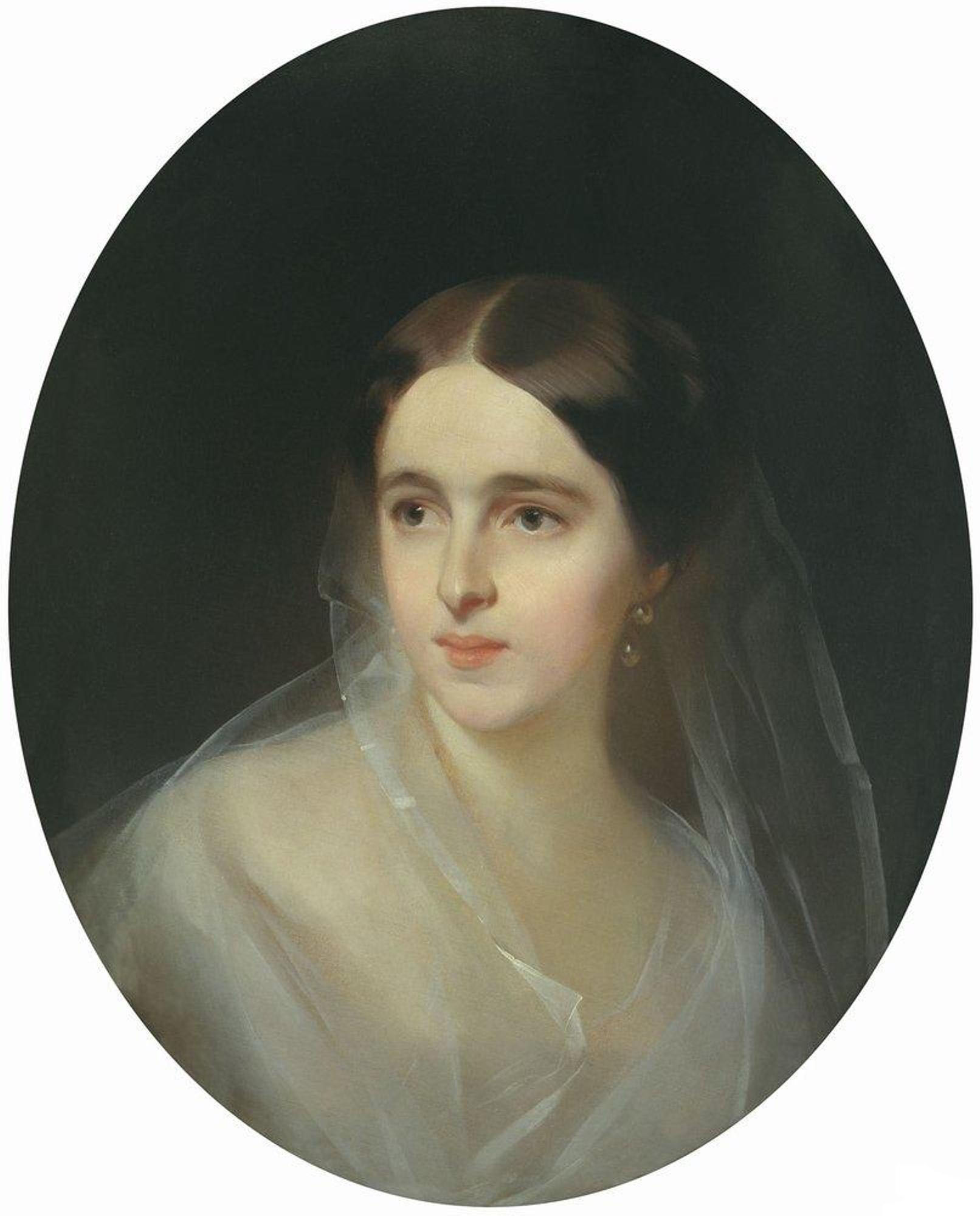
Natàlia Gontxarova, la muller de Puixkin. Retrat d'Ivan Makarov (1849)

### Descendència
Puixkin va tenir quatre fills del seu matrimoni amb Natàlia: Maria (n. 1832, presa com a prototip d'Anna Karénina), Aleksandr (n. 1833), Grigori (n. 1835), i Natàlia (n. 1836), aquesta darrera casada, morganàticament, dins la casa reial de Nassau amb Nicolau Guillem de Nassau i esdevingué comtessa de Merenberg.
Només les línies d'Aleksandr i Natàlia continuen. La neta de Natàlia, Nadejda, va emparentar amb la casa reial britànica (el seu marit fou l'oncle de Felip d'Edimburg).

## Estil
L'estil general de Puixkin segueix els dictats del romanticisme, sobretot per la recerca de l'originalitat, de revitalitzar la literatura popular (va contribuir a modernitzar la llengua literària russa, com altres figures similars als seus països) i pel nacionalisme d'algunes composicions. La llengua, però, conserva un ordre i claredat neoclàssics, ja que usa un registre entenedor i cerca l'harmonia en la seva poesia. Sovint s'ha considerat com un autor difícil de traduir a altres llengües, per l'abundància de jocs fònics i termes específics que emprava.

## Influència en l'idioma rus

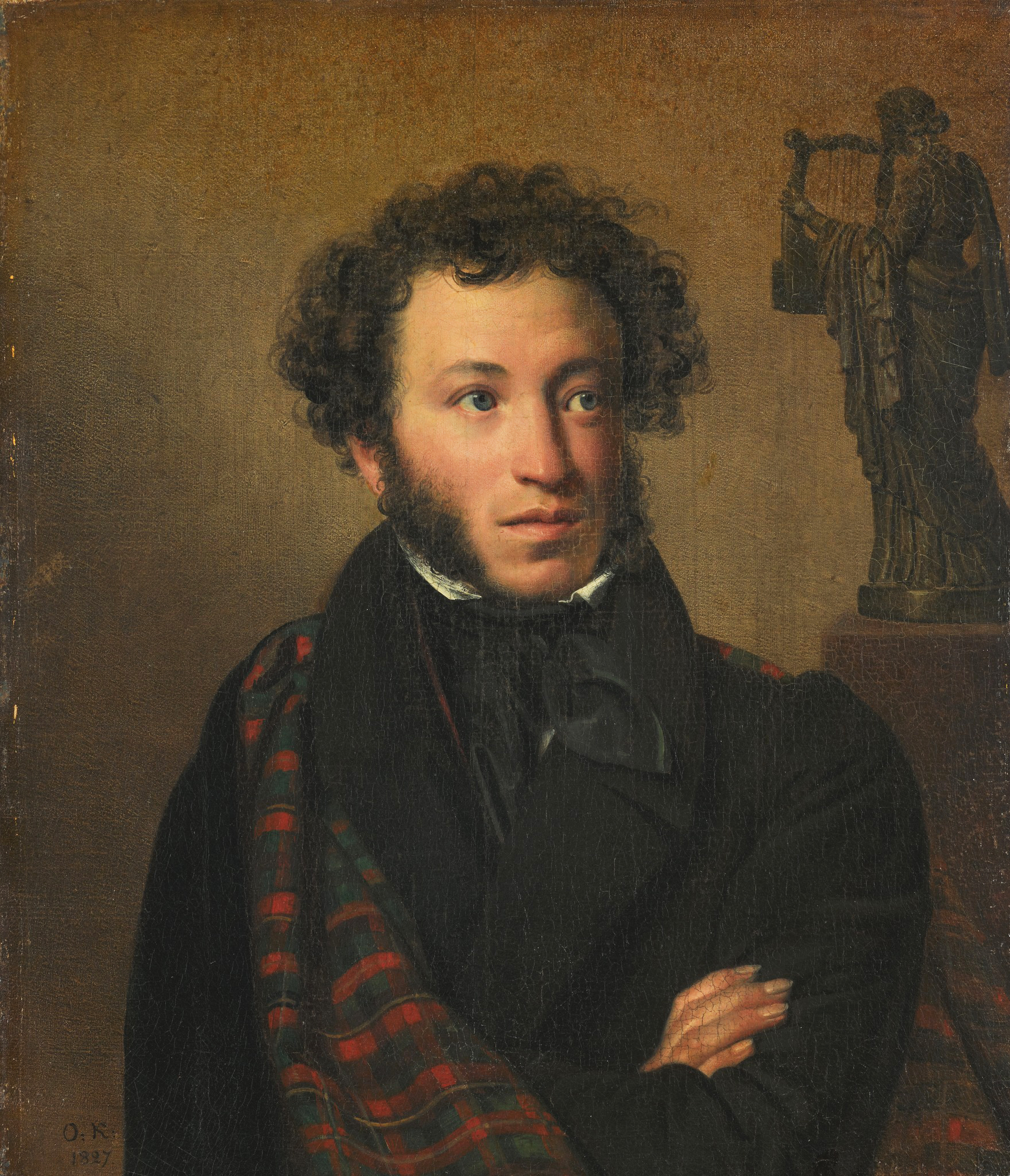
Aleksandr Puixkin per Oreste Kiprenski

Aleksandr Puixkin és generalment identificat amb el desenvolupament de la literatura russa. No sols és vist com a l'originador del molt matisat nivell del llenguatge que caracteritza la literatura russa escrita després d'ell, sinó també se'l vincula amb l'augment substancial del lèxic rus. Quan va trobar mancances en el vocabulari rus, va dissenyar calcs semàntics. El seu ric vocabulari i el molt sensible estil són les bases de la literatura russa moderna. La literatura russa comença, pràcticament, amb Aleksandr Puixkin. El seu talent per a crear nous registres per al desenvolupament de l'idioma rus i la cultura el va convertir en el pare de la literatura russa en el segle xix, marcant els majors èxits del segle xviii i els principis del procés literari del segle xix. Aleksandr Puixkin introdueix a Rússia tots els gèneres literaris europeus, així com un gran nombre d'escriptors de l'Europa occidental. Va portar un discurs natural i influències estrangeres per crear una poesia russa moderna. Encara que la seva vida fou breu, va deixar exemples de gairebé tots els gèneres literaris de la seva època: la poesia lírica, poesia narrativa, la novel·la, el conte, el drama, l'assaig crític, i fins i tot la carta personal.
El treball de Puixkin com a periodista va marcar el naixement de la revista de cultura de Rússia, inclosa la seva elaboració i contribució, en gran manera, a una de les revistes literàries més influents del segle xix, el Sovremennik (El Contemporani, o Современник). D'ell deriven el gènere de contes populars i peces d'altres autors: Esenin, Leskov i Gorki. El seu ús de la llengua russa va constituir la base de l'estil dels novel·listes Ivan Turguénev, Ivan Gontxarov i Tolstoi. Puixkin va ser reconegut per Nikolai Gógol, el seu successor i alumne, el gran crític rus Vissarion Grigórievitx Belinski, que va produir el major i més profund estudi crític de l'obra de Puixkin, que encara conserva molta de la seva rellevància.
Aleksandr Puixkin es va convertir en una part inseparable del món literari del poble rus. Així mateix, va exercir una profunda influència en altres aspectes de la cultura russa, sobretot en l'òpera. Traduït a les principals llengües, les seves obres són considerades una expressió completa de la consciència nacional russa, alhora que transcendeixen les barreres nacionals. La intel·ligència de Puixkin, l'agudesa de la seva opinió, la seva devoció per la poesia, el pensament realista i la increïble intuïció històrica i política fan d'ell un dels més grans genis nacionals de Rússia.

## Obres
Segons alguns crítics literaris, la influència de Lord Byron queda palesa en la poesia de Puixkin, cosa que es pot percebre en Kavkazski plénnik [El presoner del Caucas] (1820 – 1821), en el qual es descriuen els costums guerrers dels circassians;
Bakhtxissaraiski fontan [La font de Bakhtxissarai] (1823), que tradueix l'atmosfera de l'harem i evocacions de Crimea; i Tsigani [Els zíngars] (1824), així com, Gavriiliada (1821), poema blasfem, que reflecteix els ideals de Voltaire.

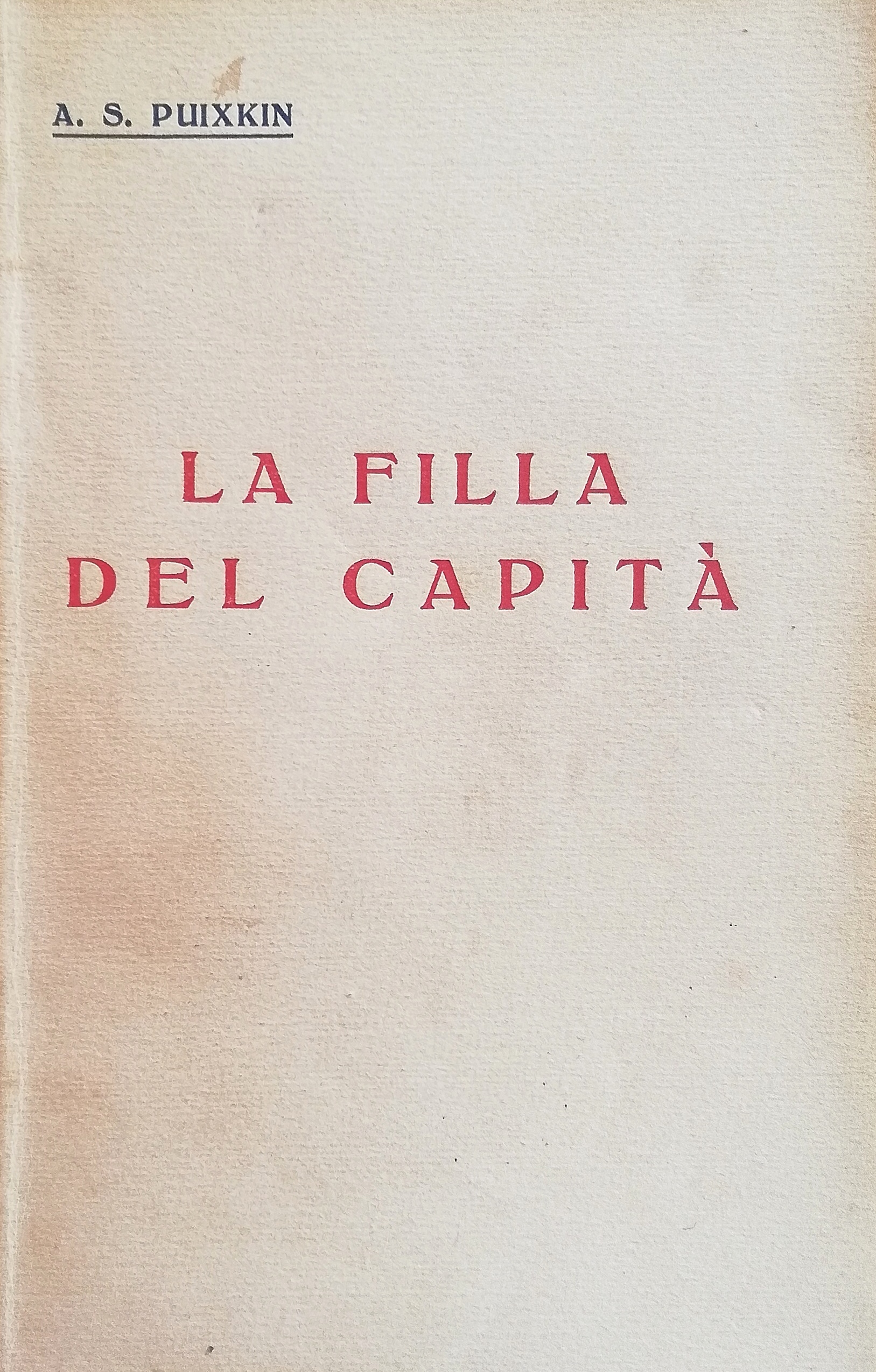
La Filla del Capità (Капитанская дочка) de Puixkin, traduïda al català, publicada a Barcelona l'any 1922 dins la col·lecció Biblioteca Literària

Entre 1824 i 1826, va ser confinat a Mikhàilovskoie, en una de les seves propietats, cosa que li va permetre escriure la seva obra Eugeni Oneguin (1823 – 1831), la seva tragèdia Borís Godunov (1825), i compondre els «contes en vers» irònics i realistes.

### Poemes narratius
- 1820: Ruslan i Liudmila (Руслан и Людмила) [Ruslan i Liudmila][28]
- 1820 – 21: Kavkazski plénnik (Кавказский пленник) [El presoner del Caucas].[29]
- 1821 – Gavriiliada (Гавриилиада) [La Gabrielíada].[30]
- 1821 – 22: Bràtia razbóiniki (Братья разбойники) [Els germans bandolers]
- 1823: Bakhtxissaraiski fontan (Бахчисарайский фонтан): [La font de Bakhtxissarai]
- 1824: Tsigani (Цыганы) [Els zíngars]
- 1825: Graf Nulin (Граф Нулин) [El comte Nulin]
- 1829: Poltava (Полтава) [Poltava]
- 1830: Dómik v Kolomne (Домик в Коломне) [La caseta de Kolomna]
- 1833: Àndjelo (Анджело) [Angelo]
- 1833: Medni vsàdnik (Медный всадник); traduït en català com a El genet de bronze: un relat de Petersburg

### Novel·la en vers
- 1823 – 31: Ievgueni Oneguin (Евгений Онегин); traduït en català com a Eugeni Oneguin

### Drama

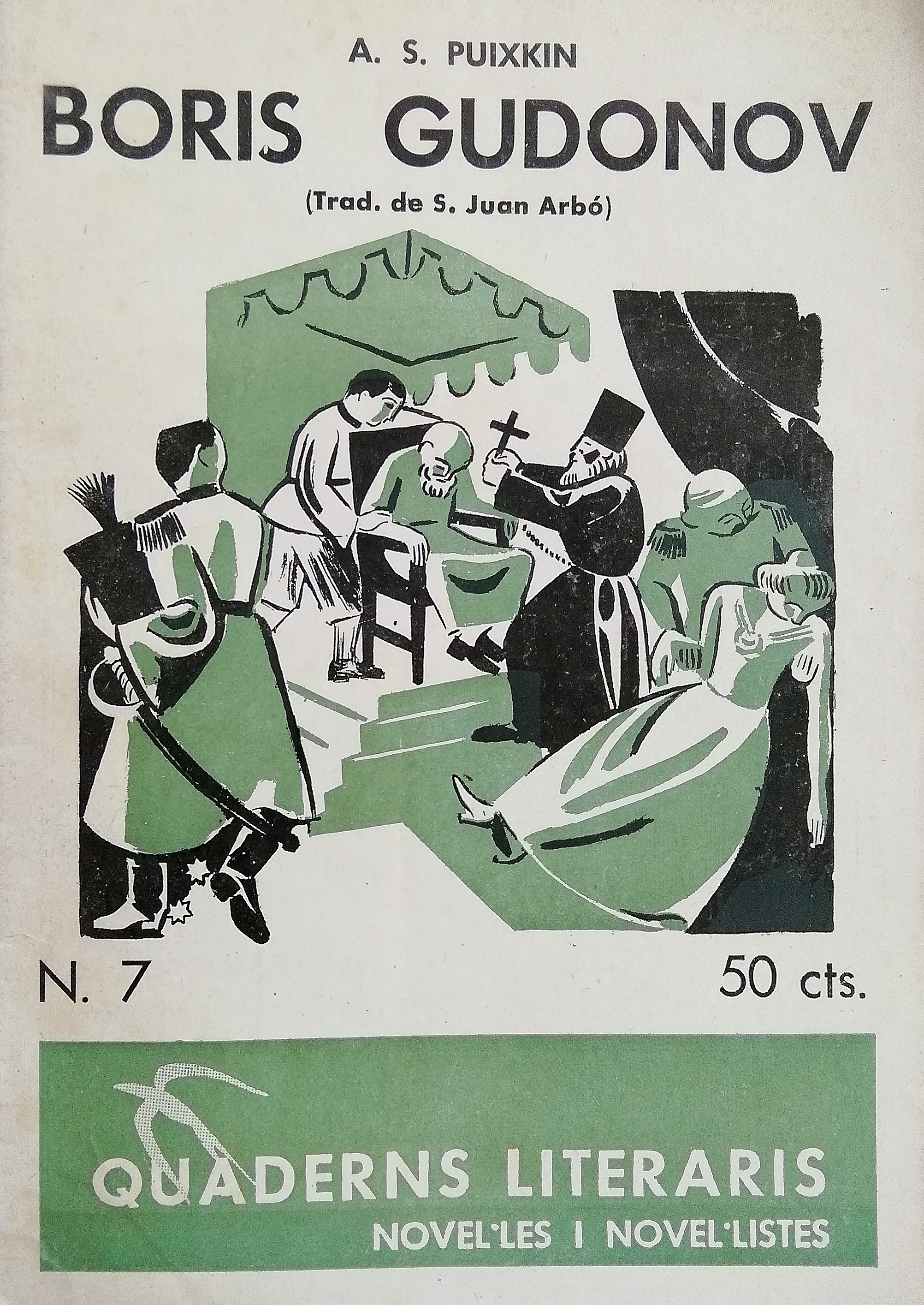
Boris Godunov de Puixkin, traducció catalana publicada a Barcelona l'any 1934 dins la col·lecció Quaderns Literaris

- Boris Godunov de Puixkin, traducció catalana publicada a Barcelona l'any 1934 dins la col·lecció Quaderns Literaris 1825: Borís Godunov (Борис Годунов) [Borís Godunov]
- 1830: Màlenkie traguédii (Маленькие трагедии) [Petites tragèdies]
  - Kàmenni gost (Каменный гость) [El convidat de pedra]
  - Mótsart i Salieri (Моцарт и Сальери) [Mozart i Salieri]
  - Skupoi rítsar (Скупой рыцарь) [El cavaller avar]
  - Pir vo vrémia txumí (Пир во время чумы) [Una festa en temps de plaga]

### Prosa
- 1828: Arap Petrà Velíkogo (Арап Петра Великого) [El negre de Pere el Gran] (novel·la històrica inacabada basada en la vida de seu besavi)
- 1831: Póvesti pokóinogo Ivana Petróvitxa Bélkina (Повести покойного Ивана Петровича Белкина) [Relats del difunt Ivan Petróvitx Belkin]
  - Vístrel (Выстрел) [El tir] (conte)
  - Metel (Метель) [La tempesta de neu] (conte)
  - Grobovsxik (Гробовщик) [El director de funerària] (conte)
  - Stantsionni smotrítel (Станционный смотритель) [El cap d'estació] (conte)
  - Bàrixnia-krestianka (Барышня-крестьянка) [La filla de l'hisendat] (conte)
- 1834: Píkovaia dama (Пиковая дама); traduït en català com a La dama de "pique" o El secret de la comtessa (conte)
- 1834: Kirdjali (Кирджали) [Kirdjali] (conte)
- 1834: Istória Pugatxova (История Пугачева) [Una història de Pugatxov], estudi sobre la revolta de Pugatxov
- 1836: Kapitànskaia dotxka (Капитанская дочка), traduït en català com a La filla del capità (novel·la)
- 1836: Puteixéstvie v Arzrum (Путешествие в Арзрум) [Un viatge a Erzurum] (apunts de viatge)
- 1836: Roslàvlev (Рославлев) [Roslàvlev] (novel·la inacabada)
- 1837: Istória selà Goriúkhina (История села Горюхина) [El conte del poble de Goriúkhino] (conte inacabat)
- 1837: Ieguípetskie notxi (Египетские ночи) [Nits egípcies] (conte inacabat)
- 1841: Dubrovski (Дубровский), traduït en català com a Dubrovski (novel·la inacabada)

### Contes de fades en vers
- 1830: Skazka o popé i o rabótnike egó Baldé (Сказка о попе и о работнике его Балде) [El conte del sacerdot i del seu treballador Baldà]
- 1830: Skazka o medvédikhe (Сказка о медведихе) [El conte de l'ossa] (inacabat)
- 1831: Skazka o tsaré Saltane (Сказка о царе Салтане) [El conte del tsar Saltan]
- 1833: Skazka o ribaké i ribke (Сказка о рыбаке и рыбке) [El conte del pescador i el peix]
- 1833: Skazka o miortvoi tsarevne i o semí bogatiriakh (Сказка о мёртвой царевне и о семи богатырях) [El conte de la princesa morta i dels set bogatirs]
- 1834: Skazka o zolotom petuixké (Сказка о золотом петушке) [El conte del gall d'or]

## Obres traduïdes al català
Les obres de Puixkin traduïdes al català són:
- El Bandoler Romàntic. Slaby, Rudolf Jan/ Barcelona: Editorial Catalana, 1921.
- La Filla del Capità. Slaby, Rudolf Jan/ Barcelona: Editorial Catalana, 1922.
- Boris Godunov. S. Semenov/S. Juan Arbó, Barcelona: Quaderns Literaris, 1934.

- Novel·les i contes. Slaby, Rudolf J. / Barcelona: Edicions 62, 1981.
- La filla del capità. Gasol, Anna / Barcelona: Barcanova, 1993.
- La dama de "pique" o El secret de la comtessa. Slaby, Rudolf J. / Barcelona: Empúries, 1998.
- Eugeni Oneguin. Barcelona: Columna, 2001.
- La filla del capità. Gasol, Anna / Barcelona: Barcanova, 2002. Barios, Arnau / Terrassa: Cal Carré, 2024. ISBN 978-84-1286-350-5[32]
- Dubrovski. Slaby, R. J. / Barcelona: Pòrtic, 1988.
- Dubrovski, Creus, Jaume / Cal·ligraf, 2019, Barcelona ISBN 978-8-4120-7825-1[33]
- El genet de bronze: un relat de Petersburg. Vidal, Helena. / Barcelona: PPU, 2004, Barcelona: Cal·ligraf, 2014, ISBN 978-8-4949-1999-2[34]
- Teatre complet. Creus, Jaume / Barcelona: Llibres de l'Índex, 2004.
- Poemes. Creus, Jaume / Collbató: La Guineu, 2005.
- Relats del difunt Ivan Petróvitx Belkin; La dama de piques (Trad. Jaume Creus). Martorell: Adesiara, 2011 («D'ací i d'allà», 19). ISBN 978-84-92405-35-0
- Eugeni Oneguin. Barios, Arnau / Barcelona: Club Editor, 2019.
- La Gabrieliada, Vidal, Helena / Barcelona, 2015: Cal·ligraf, ISBN 978-8-4942-9941-4[35]
- Mozart i Salieri i les Petites tragèdies. Vidal, Helena / Barcelona, 2015, Cal·ligraf, ISBN 978-84-944004-4-5[36]